# Çaykur Rizespor Kulübü
El Çaykur Rizespor Kulübü és un club de futbol turc de la ciutat de Rize.

## Història
El club va ser fundat el 1953 amb el nom de Rizespor i amb colors verd i groc. El 1968 esdevingué professional i canvià els seus colors pel blau i verd. Des del 1990 és patrocinat per la companyia de te turc Çaykur. La seva millor temporada fou la 1979-80 en la qual finalitzà cinquè a la lliga.

## Palmarès
- Copa TSYD (1)

## Trajectòria esportiva
- Lliga turca de futbol 1979-1981, 1985-1989, 2000-2002, 2003-
- Lliga turca 2a divisió 1974-1979,1981-1985,1989-1993,1994-2000, 2002-2003
- Lliga turca 3a divisió 1968-1974, 1993-1994
- Copa Intertoto 2001-2002

## Jugadors destacats
- Ünal Alpuğan
- Şener Aşkaroğlu
- Koray Avcı
- Devran Ayhan
- Zafer Demiray
- Osman Denizci
- Ümit Ozan Kazmaz
- Arif Kocabıyık
- Kemalettin Şentürk
- Fahri Tatan
- Hakan Tecimer
- Hasan Vezir
- Jürgen Pahl
- Ibrahim Ba